# Judo als Jocs Olímpics d'Estiu de 2020
El judo és un dels esports que es disputaran als Jocs Olímpics d'Estiu de 2020, realitzats a la ciutat de Tòquio, Japó. Es disputaran quinze proves de judo, set en categoria masculina, set en categoria femenina i una per equips mixts. Les proves es realitzaran entre els dies 24 i 31 de juliol. Programats inicialment pel 2020, els Jocs es van ajornar per la pandèmia de COVID-19 fins al 2021.

## Calendari
| Q | Elimitòries & Quarts de final | F | Repesca, Semifinal, Bronze & Or |

| Homes        |   |   |   |   |   |   |   |   |   |   |   |   |   |   |   |   |
| 60 kg        | Q | F |   |   |   |   |   |   |   |   |   |   |   |   |   |   |
| 66 kg        |   |   | Q | F |   |   |   |   |   |   |   |   |   |   |   |   |
| 73 kg        |   |   |   |   | Q | F |   |   |   |   |   |   |   |   |   |   |
| 81 kg        |   |   |   |   |   |   | Q | F |   |   |   |   |   |   |   |   |
| 90 kg        |   |   |   |   |   |   |   |   | Q | F |   |   |   |   |   |   |
| 100 kg       |   |   |   |   |   |   |   |   |   |   | Q | F |   |   |   |   |
| + 100 kg     |   |   |   |   |   |   |   |   |   |   |   |   | Q | F |   |   |
| Dones        |   |   |   |   |   |   |   |   |   |   |   |   |   |   |   |   |
| 48 kg        | Q | F |   |   |   |   |   |   |   |   |   |   |   |   |   |   |
| 52 kg        |   |   | Q | F |   |   |   |   |   |   |   |   |   |   |   |   |
| 57 kg        |   |   |   |   | Q | F |   |   |   |   |   |   |   |   |   |   |
| 63 kg        |   |   |   |   |   |   | Q | F |   |   |   |   |   |   |   |   |
| 70 kg        |   |   |   |   |   |   |   |   | Q | F |   |   |   |   |   |   |
| 78 kg        |   |   |   |   |   |   |   |   |   |   | Q | F |   |   |   |   |
| +78 kg       |   |   |   |   |   |   |   |   |   |   |   |   | Q | F |   |   |
| Equips mixts |   |   |   |   |   |   |   |   |   |   |   |   |   |   |   |   |
| Equips mixts |   |   |   |   |   |   |   |   |   |   |   |   |   |   | Q | F |

## Participants
- Albània (1)
- Algèria (2)
- Angola (1)
- Argentina (2)
- Armènia (1)
- Austràlia (3)
- Àustria (6)
- Azerbaidjan (9)
- Belarús (3)
- Bèlgica (4)
- Benín (1)
- Bhutan (1)
- Bòsnia i Hercegovina (1)
- Brasil (13)
- Bulgària (3)
- Burkina Faso (1)
- Camerun (2)
- Canadà (6)
- Cap Verd (1)
- Txad (1)
- Xile (1)
- R.P. de la Xina (6)
- Colòmbia (1)
- Comores (1)
- Costa Rica (1)
- Croàcia (3)
- Cuba (6)
- Txèquia (2)
- Costa d'Ivori (1)
- R.D. del Congo (1)
- Dinamarca (1)
- Djibouti (1)
- República Dominicana (1)
- Equador (3)
- Egipte (3)
- Estònia (1)
- Fiji (1)
- França (13)
- Gabon (1)
- Gàmbia (1)
- Geòrgia (9)
- Alemanya (13)
- Ghana (1)
- Regne Unit (6)
- Grècia (2)
- Guam (1)
- Guatemala (1)
- Guinea (1)
- Guinea Bissau (1)
- Haití (1)
- Hondures (1)
- Hongria (7)
- Refugiats olímpics (6)
- Índia (1)
- Irlanda (2)
- Israel (12)
- Itàlia (8)
- Jamaica (1)
- Japó (14)
- Jordània (1)
- Kazakhstan (6)
- Kiribati (1)
- Kosovo (5)
- Kirguizstan (1)
- Laos (1)
- Letònia (1)
- Líban (1)
- Líbia (1)
- Liechtenstein (1)
- Lituània (1)
- Madagascar (1)
- Malawi (1)
- Maurici (1)
- Mèxic (1)
- Mònaco (1)
- Mongòlia (12)
- Montenegro (1)
- Marroc (2)
- Moçambic (1)
- Nepal (1)
- Països Baixos (10)
- Nicaragua (1)
- Níger (1)
- Macedònia del Nord (1)
- Pakistan (1)
- Palestina (1)
- Panamà (2)
- Perú (1)
- Filipines (1)
- Polònia (6)
- Portugal (8)
- Puerto Rico (3)
- Qatar (1)
- Corea del Sud (13)
- Moldàvia (2)
- Romania (3)
- ROC (13)
- Samoa (1)
- San Marino (1)
- Aràbia Saudita (1)
- Senegal (1)
- Sèrbia (5)
- Seychelles (1)
- Sierra Leone (1)
- Eslovènia (5)
- Sud-àfrica (1)
- Espanya (7)
- Sri Lanka (1)
- Sudan (1)
- Suècia (4)
- Suïssa (2)
- Xina Taipei (3)
- Tadjikistan (4)
- Tailàndia (1)
- Trinitat i Tobago (1)
- Tunísia (3)
- Turquia (6)
- Turkmenistan (1)
- Ucraïna (7)
- Emirats Àrabs Units (2)
- Estats Units (4)
- Uruguai (1)
- Uzbekistan (10)
- Vanuatu (1)
- Veneçuela (3)
- Vietnam (1)
- Iemen (1)
- Zàmbia (1)

Font:

## Resum de medalles

### Categoria masculina
| Proves                            | Or                    | Plata                       | Bronze                          |
| Pes extra lleuger (60 kg) detalls | Naohisa Takato (JPN)  | Yang Yung-wei (TPE)         | Yeldos Smetov (KAZ)             |
| Pes extra lleuger (60 kg) detalls | Naohisa Takato (JPN)  | Yang Yung-wei (TPE)         | Luka Mkheidze (FRA)             |
| Pes semi lleuger (66 kg) detalls  | Hifumi Abe (JPN)      | Vazha Margvelashvili (GEO)  | An Baul (KOR)                   |
| Pes semi lleuger (66 kg) detalls  | Hifumi Abe (JPN)      | Vazha Margvelashvili (GEO)  | Daniel Cargnin (BRA)            |
| Pes lleuger(73 kg) detalls        | Shohei Ono (JPN)      | Lasha Shavdatuashvili (GEO) | An Changrim (KOR)               |
| Pes lleuger(73 kg) detalls        | Shohei Ono (JPN)      | Lasha Shavdatuashvili (GEO) | Tsend-Ochiryn Tsogtbaatar (MGL) |
| Pes semi mitjà (81 kg) detalls    | Takanori Nagase (JPN) | Saeid Mollaei (MGL)         | Shamil Borchashvili (AUT)       |
| Pes semi mitjà (81 kg) detalls    | Takanori Nagase (JPN) | Saeid Mollaei (MGL)         | Matthias Casse (BEL)            |
| Pes mitjà(90 kg) detalls          | Lasha Bekauri (GEO)   | Eduard Trippel (GER)        | Davlat Bobonov (UZB)            |
| Pes mitjà(90 kg) detalls          | Lasha Bekauri (GEO)   | Eduard Trippel (GER)        | Krisztián Tóth (HUN)            |
| Pes semi pesant (100 kg) detalls  | Aaron Wolf (JPN)      | Cho Gu-ham (KOR)            | Jorge Fonseca (POR)             |
| Pes semi pesant (100 kg) detalls  | Aaron Wolf (JPN)      | Cho Gu-ham (KOR)            | Niyaz Ilyasov (ROC)             |
| Pes pesant (+100 kg) detalls      | Lukáš Krpálek (CZE)   | Guram Tushishvili (GEO)     | Teddy Riner (FRA)               |
| Pes pesant (+100 kg) detalls      | Lukáš Krpálek (CZE)   | Guram Tushishvili (GEO)     | Tamerlan Bashaev (ROC)          |

### Categoria femenina
| Proves                           | Or                        | Plata                      | Bronze                            |
| Pes extralleuger (48 kg) detalls | Distria Krasniqi (KOS)    | Funa Tonaki (JPN)          | Daria Bilodid (UKR)               |
| Pes extralleuger (48 kg) detalls | Distria Krasniqi (KOS)    | Funa Tonaki (JPN)          | Urantsetseg Munkhbat (MGL)        |
| Pes semilleuger (52 kg) detalls  | Uta Abe (JPN)             | Amandine Buchard (FRA)     | Odette Giuffrida (ITA)            |
| Pes semilleuger (52 kg) detalls  | Uta Abe (JPN)             | Amandine Buchard (FRA)     | Chelsie Giles (GBR)               |
| Pes lleuger (57 kg) detalls      | Nora Gjakova (KOS)        | Sarah-Léonie Cysique (FRA) | Jessica Klimkait (CAN)            |
| Pes lleuger (57 kg) detalls      | Nora Gjakova (KOS)        | Sarah-Léonie Cysique (FRA) | Tsukasa Yoshida (JPN)             |
| Pes semimitjà (63 kg) detalls    | Clarisse Agbegnenou (FRA) | Tina Trstenjak (SLO)       | Maria Centracchio (ITA)           |
| Pes semimitjà (63 kg) detalls    | Clarisse Agbegnenou (FRA) | Tina Trstenjak (SLO)       | Catherine Beauchemin-Pinard (CAN) |
| Pes mitjà (70 kg) detalls        | Chizuru Arai (JPN)        | Michaela Polleres (AUT)    | Madina Taimazova (ROC)            |
| Pes mitjà (70 kg) detalls        | Chizuru Arai (JPN)        | Michaela Polleres (AUT)    | Sanne van Dijke (NED)             |
| Pes semipesant (78 kg) detalls   | Shori Hamada (JPN)        | Madeleine Malonga (FRA)    | Anna-Maria Wagner (GER)           |
| Pes semipesant (78 kg) detalls   | Shori Hamada (JPN)        | Madeleine Malonga (FRA)    | Mayra Aguiar (BRA)                |
| Pes pesant (+78 kg) detalls      | Akira Sone (JPN)          | Idalys Ortiz (CUB)         | Iryna Kindzerska (AZE)            |
| Pes pesant (+78 kg) detalls      | Akira Sone (JPN)          | Idalys Ortiz (CUB)         | Romane Dicko (FRA)                |

### Categoria Mixta
| Proves               | Or | Plata | Bronze |
| Equips mixts detalls | FrançaClarisse Agbegnenou · Amandine Buchard · Guillaume Chaine · Axel Clerget · Sarah-Léonie Cysique · Romane Dicko · Alexandre Iddir · Kilian Le Blouch · Madeleine Malonga · Margaux Pinot · Teddy Riner | JapóHifumi Abe · Uta Abe · Chizuru Arai · Shori Hamada · Hisayoshi Harasawa · Shoichiro Mukai · Takanori Nagase · Shohei Ono · Akira Sone · Miku Tashiro · Aaron Wolf · Tsukasa Yoshida | AlemanyaJohannes Frey · Karl-Richard Frey · Jasmin Grabowski · Katharina Menz · Dominic Ressel · Giovanna Scoccimarro · Sebastian Seidl · Theresa Stoll · Martyna Trajdos · Eduard Trippel · Anna-Maria Wagner · Igor Wandtke |
| Equips mixts detalls | FrançaClarisse Agbegnenou · Amandine Buchard · Guillaume Chaine · Axel Clerget · Sarah-Léonie Cysique · Romane Dicko · Alexandre Iddir · Kilian Le Blouch · Madeleine Malonga · Margaux Pinot · Teddy Riner | JapóHifumi Abe · Uta Abe · Chizuru Arai · Shori Hamada · Hisayoshi Harasawa · Shoichiro Mukai · Takanori Nagase · Shohei Ono · Akira Sone · Miku Tashiro · Aaron Wolf · Tsukasa Yoshida | IsraelTohar Butbul · Raz Hershko · Li Kochman · Inbar Lanir · Sagi Muki · Timna Nelson-Levy · Peter Paltchik · Shira Rishony · Or Sasson · Gili Sharir · Baruch Shmailov                                                      |

## Medaller
| Posició | País          | Or | Plata | Bronze | Total |
| 1       | Japó          | 9  | 2     | 1      | 12    |
| 2       | França        | 2  | 3     | 3      | 8     |
| 3       | Kosovo        | 2  | 0     | 0      | 2     |
| 4       | Geòrgia       | 1  | 3     | 0      | 4     |
| 5       | Txèquia       | 1  | 0     | 0      | 1     |
| 6       | Mongòlia      | 0  | 1     | 2      | 3     |
| 6       | Corea del Sud | 0  | 1     | 2      | 3     |
| 6       | Alemanya      | 0  | 1     | 2      | 3     |
| 9       | Àustria       | 0  | 1     | 1      | 2     |
| 10      | Xina Taipei   | 0  | 1     | 0      | 1     |
| 10      | Eslovènia     | 0  | 1     | 0      | 1     |
| 10      | Cuba          | 0  | 1     | 0      | 1     |
| 13      | ROC           | 0  | 0     | 3      | 3     |
| 14      | Brasil        | 0  | 0     | 2      | 2     |
| 14      | Canadà        | 0  | 0     | 2      | 2     |
| 14      | Itàlia        | 0  | 0     | 2      | 2     |
| 17      | Bèlgica       | 0  | 0     | 1      | 1     |
| 17      | Kazakhstan    | 0  | 0     | 1      | 1     |
| 17      | Uzbekistan    | 0  | 0     | 1      | 1     |
| 17      | Hongria       | 0  | 0     | 1      | 1     |
| 17      | Portugal      | 0  | 0     | 1      | 1     |
| 17      | Ucraïna       | 0  | 0     | 1      | 1     |
| 17      | Regne Unit    | 0  | 0     | 1      | 1     |
| 17      | Azerbaidjan   | 0  | 0     | 1      | 1     |
| 17      | Països Baixos | 0  | 0     | 1      | 1     |
| 17      | Israel        | 0  | 0     | 1      | 1     |
| Total   | Total         | 15 | 15    | 30     | 60    |